# Vieni a vivere a Napoli
Vieni a vivere a Napoli è un film del 2016 con regia collettiva.
Si tratta di un film ad episodi ma con un tema unico, il rapporto che Napoli ha con i cittadini immigrati.
Il primo episodio Nino e Yoyo è diretto da Guido Lombardi, il secondo episodio Luba è diretto da Francesco Prisco, il terzo episodio Magnifico shock vede alla regia Edoardo De Angelis.
Il film è stato presentato al Bif&st di Bari il 5 aprile 2016.

## Produzione
I tre episodi sono scritti e diretti da tre registi napoletani, come nella più classica tradizione della commedia all'italiana. Viene omaggiata un'intera città, Napoli, vista come capitale di accoglienza e d’integrazione multietnica: una città abitata da un popolo tradizionalista che incrocia culture diverse, quella cingalese, quella cinese e quella ucraina. Tre sguardi diversi, tre storie che s’incontrano in un’operazione produttiva a low-budget nella quale i registi sono stati chiamati a domandarsi cosa succede quando il popolo napoletano incontra culture così diverse. La cucina, il look, la lingua si fondono in un mix esplosivo che è all'origine di una Napoli multietnica nuova, una città moderna ormai proiettata verso una dimensione europea dove, oltre alla pizza, il mandolino e i classici stereotipi, risalta un’umanità sempre più variegata e multirazziale.

## Trama

### Nino e Yoyo
Armando, detto Nino, è un anziano e fannullone portiere di uno stabile, candidato ad espulsione per incompetenza. Vive in compagnia della sorella Anna, che vuole ingrassi a dismisura affinché sembri affetta da obesità cronica per prendere la pensione di invalidità. Per tirare su qualche soldo, Anna si offre per tenere in casa un piccolo cinese, Chang, figlio di una signora di uno stabile vicino e che Nino chiama Yoyo in modo dispregiativo. Un giorno, Anna vince un premio di sette giorni in una SPA senza aver detto però che ci andrà col suo fidanzato (in realtà il fidanzato è il direttore del supermercato dove Anna ha vinto il premio). Per Nino è la fine. Inoltre, dovrà anche tenersi Chang. Visto il suo attaccamento al lavoro, decide di farlo lavorare al posto suo camuffando tutti i doveri da portiere in giochi simpatici (come rastrellare il cortile o portare la posta a casa dei vari inquilini). Con questi gesti, Nino diventa un portiere modello rispettato nel suo stabile. Quando Anna ritorna in compagnia di Muzunbu, il direttore del supermercato, che vuole addirittura sposarla, per Nino è la fine. Fino a quando non ha l'occasione di vendicarsi: un giorno, passando per la bancarella di fuochi d'artificio del famoso Peppe 'O Criminale, acquista un oggetto pirotecnico che è quasi un missile, puntandolo al gigantesco Babbo Natale del supermercato e facendolo esplodere.
Una volta vendicatosi, Nino può tornare alla vita di prima con un nuovo aiutante: il piccolo Chang.

### Luba
Luba Volkova nel suo Paese, l'Ucraina, era una presentatrice televisiva di successo con uno talk show tutto suo. Inoltre era la moglie di un ministro che poi è finito in carcere. A lei non è rimasto altro che darsi alla macchia emigrando in Italia e trovando lavoro come badante presso il signor Enzo, malato terminale. Tornando a casa dopo il suo giorno libero, viene licenziata in quanto il signor Enzo deve essere portato in ospedale perché Luba ha confuso i farmaci. Confusa e spaesata, la donna non sa dove andare. Prova a chiedere presso una donna che ha dei giri loschi e viene mandata in un hotel. Credendo di poter avere un posto dove dormire, in realtà viene mandata lì come prostituta. Un laido uomo di mezza età si avvicina a lei, ma Luba capendo le intenzioni prende una lampada e lo tramortisce. Cerca di scappare di nuovo, andando al night club del compagno di una sua amica, un uomo a suo dire molto importante. Rimarrà male quando scopre che, in realtà, è solo un semplice inserviente. Viene ritrovata dal portiere dell'albergo, Gino (che era stato anche collega di Nino, ma se ne era andato quando quest'ultimo aveva lanciato teorie complottiste sulle proprietà dell'alluminio), che le intima di venire in questura. Una volta lì, si scopre che l'uomo che aveva tentato di violentarla era in realtà un pericoloso latitante e che, tramortito, era stato preso dalle forze dell'ordine. Luba viene considerata quindi un'eroina per aver portato un criminale alla giustizia e viene intervistata da radio e tv nazionali e locali, riacquistando la popolarità di un tempo.

### Magnifico Shock
Amila è un giovane ragazzo dello Sri Lanka che lavora con il padre in un bar a Napoli. Il ragazzo viene mandato a fare una consegna, ma si è fatto raccomandare dal padre di stargli sempre addosso se diranno "Pago domani". Puntualmente, la scena si verifica e Amila sale su di una limousine guidata da Gino (che si scopre che fa un doppio lavoro come autista) e con dentro Myriam, una promessa della canzone napoletana ma dalla vita noiosa e demotivata, assieme ad Angelo, il suo produttore discografico. Amila starà tutto il giorno con loro, causando prima la curiosità, poi l'interesse e infine l'amore di Myriam. I due, in quella limousine, si innamoreranno e faranno l'amore, ma tutto si spezza quando alla fine Amila viene pagato e riaccompagnato al suo bar. Una volta che la limousine se ne va, Myriam si volta a guardarlo forse per l'ultima volta. Anche Amila la guarda, per poi guardarsi il tatuaggio del pesce che lei gli ha disegnato sulla mano, come fosse un pegno d'amore.